# Philipp Schweinfurth
Philipp Schweinfurth (* 29. August 1887 in Riga; † 26. Juni 1954 in Istanbul) war ein deutsch-baltischer Kunsthistoriker. 
Er studierte von 1907 bis 1910 an der Universität Heidelberg, wo er 1910 promoviert wurde. 1911 bis 1914 war er als Volontär an der Alten Pinakothek und am Völkerkunde-Museum in München tätig. Von 1914 bis 1919 lehrte er an der Technischen Universität Riga, von 1919 bis 1926 an der Lettischen Universität Riga, wo er sich auch habilitierte. Seit 1927 war er Privatdozent für byzantinisch-osteuropäische Kunst an der Universität Breslau, seit 1932 außerordentlicher Professor ebendort, seit 1932 außerordentlicher, seit 1939 außerplanmäßiger Professor an der Universität Berlin. Von 1950 bis 1954 lehrte er als Professor für byzantinische Kunstgeschichte an der Universität Istanbul.

## Schriften (Auswahl)
- Über den Begriff des Malerischen in der Plastik, Strassburg 1910 (= Dissertation)
- Geschichte der russischen Malerei im Mittelalter, Haag 1930 (= Habilitation)
- Grundzüge der byzantinisch-osteuropäischen Kunstgeschichte,  Berlin 1947
- Byzantinische monumentale Wandmalerei, Mainz 1947
- Die byzantinische Form. Ihr Wesen und ihre Wirkung. 1. Auflage Berlin 1940; 2. erweiterte Auflage Mainz 1954
- Das Leben des Franziskus in den Fresken der Oberkirche von Assisi, Mainz, Berlin 1965
- Die Fresken von Bojana. Ein Meisterwerk der Monumentalkunst des 13. Jahrhunderts, Mainz, Berlin 1965 [Eine gekürzte erste Ausgabe erschien 1943]